# Emily Thater
Emily Grace Thater (* 1. Februar 1995 in Springfield) ist eine US-amerikanische Volleyballspielerin. Die Mittelblockerin spielte in der deutschen Bundesliga für Erfurt und Aachen. In der Saison 2020/21 spielt sie in Frankreich für Vandœuvre Nancy Volley-Ball.

## Karriere
Thater begann ihre Karriere an der Kickapoo High School in Springfield. Sie studierte von 2013 bis 2017 an der University of Missouri und spielte im Universitätsteam Tigers. Anschließend wechselte die Mittelblockerin zum deutschen Bundesligisten Schwarz-Weiss Erfurt. In der Bundesliga-Saison 2017/18 belegte der Verein den vorletzten Platz, blieb aber in der Liga. Das gleiche Ergebnis gab es im folgenden Jahr. 2019 wechselte Thater zum Ligakonkurrenten Ladies in Black Aachen. In der Saison 2019/20 kam sie mit Aachen jeweils ins Viertelfinale des DVV-Pokals und des europäischen Challenge Cups. Als die Bundesliga-Saison kurz vor den Playoffs abgebrochen wurde, standen die Ladies in Black auf dem siebten Tabellenplatz. In der Saison 2020/21 spielt Thater für den französischen Verein Vandœuvre Nancy Volley-Ball.